# Долгошеин, Борис Анатольевич
Борис Анатольевич Долгошеин (26 апреля 1930, Казань — 14 декабря 2010, Москва) — российский учёный, профессор МИФИ, лауреат Ленинской премии.

## Биография
Родился в Казани, в 1934 году семья переехала в Москву. Отец — Долгошеин Анатолий Кузьмич, мать — Мгебришвили (впоследствии — Мгеброва) Нина Гаспаровна. Окончил факультет № 3 (факультет Экспериментальной и теоретической физики) МИФИ (1954, с отличием).
С 1954 года работал на кафедре № 7 МИФИ (кафедра экспериментальной ядерной физики): с 1957 года преподаватель и одновременно старший инженер Проблемной лаборатории физики элементарных частиц. Ученик и соратник А. И. Алиханьяна.
В 1963 году защитил кандидатскую диссертацию по теме «Поляризация космических мюонов низких энергий на уровне моря».
В 1970 году защитил докторскую диссертацию по физике, тема диссертации «Новые методы регистрации следов элементарных частиц».
Вместе с академиком А. Н. Скринским был создателем в МИФИ кафедры физики элементарных частиц, на которой работал заместителем заведующего, а в последние годы — заведующим.
Умер 14 декабря 2010 года. Похоронен на Введенском кладбище (16 уч.).
Работал с Жоржем Шарпаком, Биллом Виллисом, Алевтиной Шмелевой.

## Награды и звания
Ленинская премия 1970 года — за создание трекового детектора нового типа стримерная камера, способного регистрировать сложные события при взаимодействии.
С 2004 г. — Заслуженный деятель науки Российской Федерации. Академик РАЕН. Лауреат премии Гумбольдта. Награждён золотой медалью им. П. Л. Капицы.

## Семья
Имел троих детей: Елену, Сергея и Марию.